# Norbert Langer (Synchronsprecher)

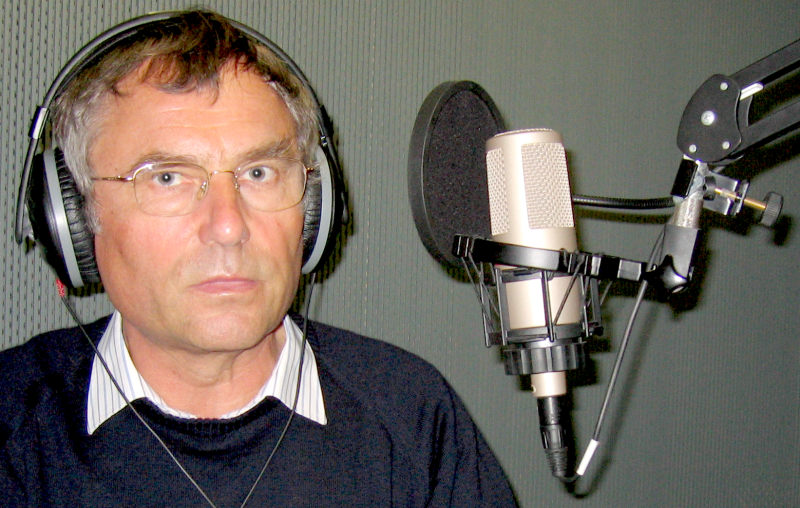
Norbert Langer (2007)

Norbert Langer (* 9. März 1941 in Schlesien) ist ein deutscher Schauspieler, Synchronsprecher, Hörspielsprecher, -regisseur und Dialogbuchautor. Er lieh beispielsweise Clark Gable und Burt Reynolds seine Stimme. Besonders populär wurde er als Sprecher von Tom Selleck seit dessen Rolle in der Serie Magnum und später von John  Nettles in Inspector Barnaby.

## Leben
Nach seinem Schulabschluss in Hamburg und einer Ausbildung zum Industriekaufmann absolvierte Langer eine Schauspielausbildung am Hamburger Schauspielstudio von Hildburg Frese. Um dem Wehrdienst bei der Bundeswehr zu entgehen, zog er 1962 nach West-Berlin. Theaterengagements erhielt er zwischen 1962 und 1972 an den Staatlichen Schauspielbühnen und auch am Grips-Theater und am Kleinen Theater am Südwestkorso. In Kino und Fernsehen war er selten zu sehen. Dort trat er unter anderem in dem sozialkritischen Film Liebe Mutter, mir geht es gut (1972) und in der Schulfernsehreihe Wer hat die Bürokratie erfunden? als entschiedener Gegner der modernen Schreibmaschine auf.

## Synchronsprecher
Bereits ab 1962 arbeitete Langer als Rundfunk- und Synchronsprecher. Mit Beginn der 1970er Jahre verlagerte er seinen künstlerischen Schwerpunkt vollständig auf die Synchronisation. Seither kam er als Sprecher in über 1000 Produktionen zum Einsatz. Besonders populär wurde er als Sprecher von Tom Selleck seit dessen Rolle als Privatdetektiv Thomas Magnum in der Serie Magnum. Diese Rolle sprach er auch in der RTL-Synchronisation erneut ein, da die ARD sich nicht die Senderechte gesichert hatte, die gegen Ende der 1980er Jahre ausliefen. RTL kaufte die Senderechte ein, aber die ARD wollte die Synchronisation nicht übergeben, worauf die Serie neu synchronisiert wurde.
Da er in jeder Folge dieser Serie auch als Off-Sprecher fungierte, erhielt er in der Folgezeit viele ähnlich gelagerte Erzählerrollen, so unter anderem in der Jugendserie Wunderbare Jahre, und wurde häufig als Kommentator bei Dokumentarfilmen wie etwa Planet Erde eingesetzt. Die Stadt Augsburg engagierte Langer als Sprecher für die Telefonhotline der Stadtverwaltung.
Auch zahlreichen prominenten Schauspielerkollegen lieh er seine markante Stimme; dabei sehr häufig Burt Reynolds (unter anderem in Rent-a-Cop und in der Krimiserie Dan Oakland), außerdem Sean Bean in GoldenEye, Jeff Bridges in Das Messer, Graham Chapman in Monty Pythons Der Sinn des Lebens, Alain Delon in Airport ’80 und Robert Duvall in Der Pate. Bei zahlreichen Neusynchronisationen älterer amerikanischer Filme, darunter Es geschah in einer Nacht und Saratoga, fand seine Stimme für Clark Gable Verwendung. Er synchronisierte Peter Strauss in der Serie Reich und Arm, Cary Grant in Die Schwester der Braut, Jean-Louis Trintignant in Das Netz der tausend Augen und Michael Landon als Little Joe im Westernserienklassiker Bonanza.
In der Synchronfassung der britischen Fernsehkrimireihe Inspector Barnaby lieh Langer John Nettles (DCI Tom Barnaby) seine Stimme. In der Fernsehserie 24 sprach er den Leiter der CTU, Bill Buchanan (James Morrison). In der US-Serie Blue Bloods – Crime Scene New York gibt er der Hauptfigur des Polizeipräsidenten Francis („Frank“) Reagan, wiederum verkörpert durch Tom Selleck, seine Stimme. Des Weiteren ist er in den US-Serien Pushing Daisies und Coco, der neugierige Affe als Erzählerstimme zu hören und die Off-Stimme in Bugs Bunny und Looney Tunes und der Wissensshow Die große Show der Naturwunder.
Daneben fand Langers Stimme auch für Werbespots und Hörspiele Verwendung. Besonders bekannt wurde er als He-Man der Hörspielserie Masters of the Universe. 2014 vertonte er die Folge Der Hudson-Code der Hörbuchserie Porterville.
Langer ist auch als Dialogbuchautor und Synchronregisseur tätig, so führte er Synchronregie für Akte X, Der schmale Grat oder auch teilweise für Magnum.

## Filmografie (Auswahl)
- 1967: Kaviar und Linsen (Fernsehfilm)
- 1968: Das Kriminalmuseum (Folge: Die Postanweisung)
- 1969: Spion unter der Haube (Fernsehfilm)
- 1969: Bischof Ketteler (Fernsehfilm)
- 1971/1972: Liebe Mutter, mir geht es gut
- 1972: Die Pulvermänner (Folge: Das Köbelbacher Schießen)
- 2009–2020: Pastewka (Fernsehserie, 4 Folgen)

## Synchronrollen (Auswahl)
Burt Reynolds
- 1972: als Dan August in Dan Oakland
- 1975: als Walker Ellis in Abenteurer auf der Lucky Lady
- 1975: als Lieutenant Phil Gaines in Straßen der Nacht
- 1981: als Buddy Evans in Ich brauche einen Erben
- 1983: als Stroker Ace in Der rasende Gockel
- 1984: als Mike Murphy in City Heat – Der Bulle und der Schnüffler
- 1985: als Ernest ‘Stick’ Stickley in Sie nannten ihn Stick
- 1988: als Tony Church in Rent-a-Cop
- 1992: als Burt Reynolds in The Player
- 1992–1994: als Wood Newton in Daddy schafft uns alle
- 1993: als Nick McKenna in Ein Cop und ein Halber
- 1997: als General Newton in Bean – Der ultimative Katastrophenfilm
- 1997: als Connor in Big City Blues
- 1997: als Jack Horner in Boogie Nights
- 2006: als General Montgomery in End Game – Tödliche Abrechnung
- 2008: als Tommy Vinson in All in – Alles oder nichts

Clark Gable
- 1931: als Mark Whitney in Alles für dein Glück
- 1931: als Nick in Herz am Scheideweg (Synchronisation: 1992)
- 1932: als Dennis Carson in Dschungel im Sturm
- 1933: als Patch Gallagher in Ich tanze nur für Dich (Synchronisation: 1986)
- 1934: als Peter Warne in Es geschah in einer Nacht (Synchronisation: 1979)
- 1934: als Jeffrey ‘Jeff’/'Jeffy’ Williams in Heirate nie beim ersten Mal
- 1935: als Alan Gaskell in Abenteuer im Gelben Meer
- 1936: als Larry Cain in Kain und Mabel (TV-Synchronisation: 1997)
- 1936: als Van in Seine Sekretärin (Synchronisation: 1988)
- 1937: als Duke Bradley in Saratoga (Synchronisation: 1988)
- 1938: als Christopher ‘Chris’ Hunter in Zu heiß zum Anfassen (Synchronisation: 1991)
- 1938: als Jim Lane in Der Testpilot (Synchronisation: 1990)
- 1947: als Victor Albee Norman in Der Windhund und die Lady
- 2009: als Edward J. ‘Blackie’ Gallagher in Public Enemies (Kinoszene aus Manhattan Melodrama)

Tom Selleck
- 1980–1988: als Thomas Magnum und Erzählerstimme in Magnum
- 1990: als Matthew Quigley in Quigley der Australier
- 1994–2004: als Dr. Richard Burke in Friends
- 2005: als Jesse Stone in Jesse Stone: Eiskalt
- 2003–2008: als A.J. Cooper in Las Vegas
- 2010: als Mr. Kornfeldt in Kiss & Kill
- 2010–2024: als Frank Reagan in Blue Bloods – Crime Scene New York

Jean-Claude Bouillon
- 1983: als Christophe Berdol in Die Rosen von Dublin
- 1984: als Dimitri in Patrik Pacard

John Nettles
- 1997–2011: als DCI Tom Barnaby in Inspector Barnaby
- 2016–2019: als Ray Penvenen in Poldark

### Filme
- 1941: Für Regis Toomey in Hier ist John Doe als Bert Hansen (2. Synchro)
- 1954: Für Alan Ladd in Unter schwarzem Visier als John (2. Synchro)
- 1960: Für Laurence Olivier in Spartacus als Marcus Crassus (neue Szene)
- 1970: Für Tom Kempinski in Die Abrechnung als Brunzy
- 1972: Für Mario Novelli in Milano Kaliber 9 als Pasquale Tallarico
- 1974: Für Jeremy Slate in Die wilden Schläger von Rockers Town (1969) als Dan
- 1980: Für Glynn Turman in Attica – Revolte hinter Gittern als Raymond Franklin
- 1983: Für Richard Hefer in Im Zeichen der Vier als Thaddeus Sholto
- 1985: Für John Erwin in Das Geheimnis des Zauberschwertes als He-man
- 1987: Für John Hora in Die Reise ins Ich als Ozzie Wexler
- 1990: Für Sherman Howard in Dark Angel als Manning
- 1995: Für Sean Bean in James Bond 007 – GoldenEye als Alec Trevelyan
- 1997: Für Robin Sachs in Vergessene Welt: Jurassic Park als Paul Bowman
- 2000: Für David Dukes in Am Ende steht der Tod als Holden Avery
- 2010: Für Julian Wadham in Double Identity als Sterling

### Serien
- 1971–1975: Für Simon Williams in Das Haus am Eaton Place als James Bellamy
- 1988–1993: Für Daniel Stern in Wunderbare Jahre als Kevin Arnold (erwachsen)
- 2005–2009: Für James Morrison in 24 als Bill Buchanan
- 2007–2008: Für Jim Dale in Pushing Daisies als Erzähler
- 2007–2008: Für Mike Farrell in Desperate Housewives als Milton Lang
- 2021: Für Masashi Sugawara in JoJo no Kimyō na Bōken als George Joestar

## Hörspiele (Auswahl)
- 1984–1988: Masters of the Universe (Hörspiel) Folge 1 bis 37 als He-Man und Prinz Adam
- 1989: Die drei ??? Folge 48 und die gefährlichen Fässer als Häuptling Turner
- seit 2020: Der junge Sherlock Holmes (Hörspielserie, als Erzähler), Floff Publishing/Audible